# August Czartoryski
August Franciszek Maria Anna Józef Kajetan Czartoryski, II duca di Vista Alegre (Parigi, 2 agosto 1858 – Alassio, 9 aprile 1893), è stato un presbitero polacco della Società salesiana di San Giovanni Bosco. È stato proclamato beato da papa Giovanni Paolo II nel 2004.

## Biografia

### Infanzia

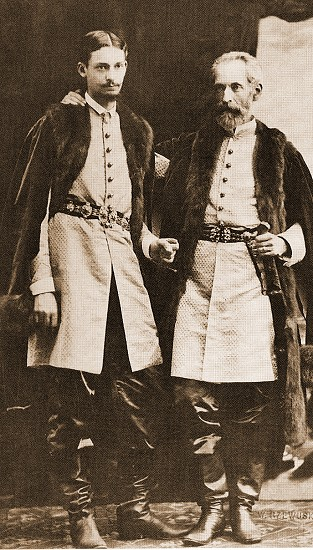
Augusto Francisco Czartoryski y Muñoz fotografato negli anni '80 dell'Ottocento con il padre Władysław Czartoryski

Apparteneva ad una celebre e antica famiglia della szlachta, l'alta nobiltà polacca: suo padre era il principe Władysław Czartoryski e suo nonno lo statista principe Adam Jerzy Czartoryski, entrambi esiliati dopo la Rivolta di novembre, della quale il nonno era stato l'anima, e fondatori dell'Hotel Lambert. Sua madre era invece María Amparo Muñoz, I contessa di Vista Alegre, figlia della regina Maria Cristina di Spagna e del suo secondo marito Augustín Fernández Muñoz, duca de Riansares.

### Carriera ecclesiastica

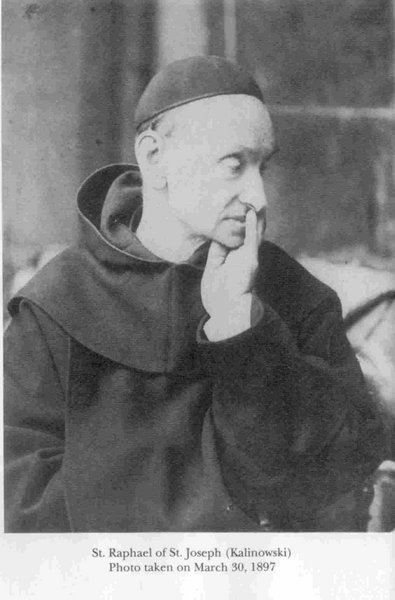
Raphael Kalinowski

Ammalatosi di tubercolosi all'età di sei anni, per salvarlo venne consigliato al padre di portarlo per qualche anno in montagna per fargli prendere della "buon'aria", così il principe passò sette anni della sua vita in Galizia, intraprendendo anche alcuni studi a Cracovia, dove conobbe Raphael Kalinowski, tornato dalla Siberia dopo dieci anni di detenzione a causa di attività rivoluzionarie. 
I due crebbero molto uniti, e quando Kalinowski volle entrare nell'Ordine dei Carmelitani, anche il giovane principe volle intraprendere la carriera ecclesiastica, e preso gli ordini nel 1877, servendo anche come diplomatico tra il papa Leone XIII e i Salesiani di don Giovanni Bosco, incoraggiando Leone XIII ad appoggiare la fondazione dei Salesiani, nei quali sarebbe poi entrato lui stesso.

### Insegnamento e morte

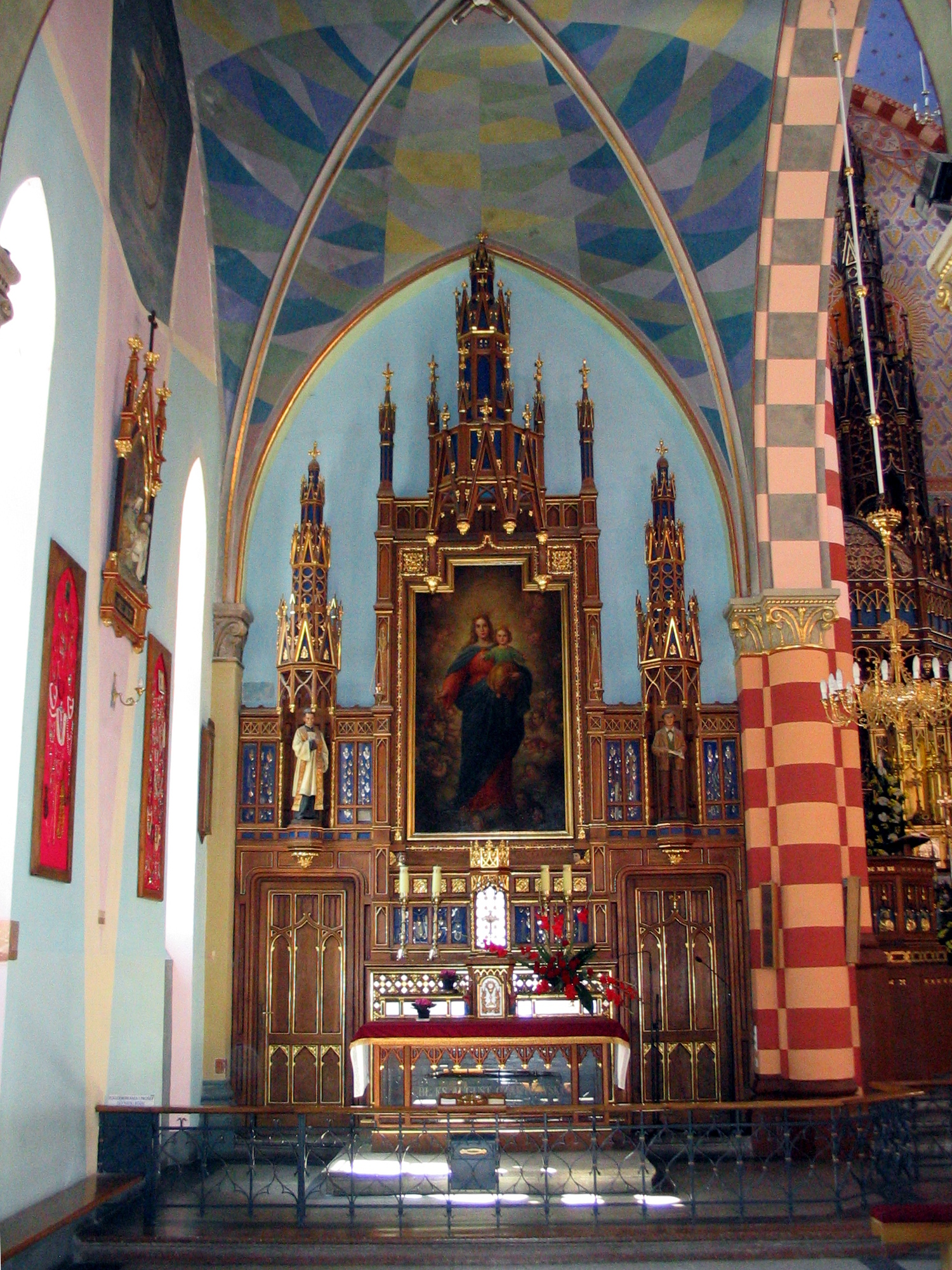
Reliquie del beato Augusto nella chiesa dei Salesiani a Przemyśl in Polonia.

Czartoryski insegnò all'Università di Torino teologia e filosofia. Venne ordinato arciprete dal vescovo di Ventimiglia e compì varie opere misericordiose tra i poveri della Liguria e del Piemonte, venendo spesso ricordato per il suo indomito coraggio. Morì all'età di soli trentaquattro anni sempre di tubercolosi.

## Culto
Aperto il processo di canonizzazione nel 1921, il 25 aprile 2004 fu proclamato beato da papa Giovanni Paolo II; la sua venerazione è piuttosto diffusa nella regione di Przemyśl.

## Ascendenza
|                                          |                                |                                                 | Genitori                                           |  |  | Nonni |  |  | Bisnonni                      |  |  | Trisnonni                         |  |
|                                          |                                |                                                 |                                                    |  |  |       |  |  | 8. Adam Kazimierz Czartoryski |  |  | 16. August Aleksander Czartoryski |  |
|                                          |                                |                                                 |                                                    |  |  |       |  |  | 8. Adam Kazimierz Czartoryski |  |  | 16. August Aleksander Czartoryski |  |
|                                          |                                | 17. Maria Zofia Sieniawska                      |                                                    |  |  |       |  |  | 8. Adam Kazimierz Czartoryski |  |  |                                   |  |
| 4. Adam Jerzy Czartoryski                |                                |                                                 |                                                    |  |  |       |  |  | 8. Adam Kazimierz Czartoryski |  |  |                                   |  |
|                                          |                                | 9. Izabela Fleming                              | 18. Jerzy Detloff Fleming                          |  |  |       |  |  |                               |  |  |                                   |  |
|                                          |                                | 9. Izabela Fleming                              | 18. Jerzy Detloff Fleming                          |  |  |       |  |  |                               |  |  |                                   |  |
|                                          |                                | 9. Izabela Fleming                              | 19. Antonina Czartoryska                           |  |  |       |  |  |                               |  |  |                                   |  |
| 2. Władysław Czartoryski                 |                                | 9. Izabela Fleming                              |                                                    |  |  |       |  |  |                               |  |  |                                   |  |
|                                          |                                | 10. Aleksander Antoni Sapieha                   | 20. Józef Sapieha                                  |  |  |       |  |  |                               |  |  |                                   |  |
|                                          |                                | 10. Aleksander Antoni Sapieha                   | 20. Józef Sapieha                                  |  |  |       |  |  |                               |  |  |                                   |  |
|                                          |                                | 10. Aleksander Antoni Sapieha                   | 21. Teofila Strzeżysława z Jabłonowskich Sapieżyna |  |  |       |  |  |                               |  |  |                                   |  |
| 5. Anna Zofia Sapieha                    |                                | 10. Aleksander Antoni Sapieha                   |                                                    |  |  |       |  |  |                               |  |  |                                   |  |
|                                          |                                | 11. Anna Jadwiga Sapieżyna                      | 22. Andrzej Hieronim Zamoyski                      |  |  |       |  |  |                               |  |  |                                   |  |
|                                          |                                | 11. Anna Jadwiga Sapieżyna                      | 22. Andrzej Hieronim Zamoyski                      |  |  |       |  |  |                               |  |  |                                   |  |
|                                          |                                | 11. Anna Jadwiga Sapieżyna                      | 23. Konstancja Zamoyska                            |  |  |       |  |  |                               |  |  |                                   |  |
| 1. August Czartoryski                    |                                | 11. Anna Jadwiga Sapieżyna                      |                                                    |  |  |       |  |  |                               |  |  |                                   |  |
|                                          | 12. Juan Antonio Muñoz y Funes | 24. Francisco Javier Muñoz y Carrillo de Torres |                                                    |  |  |       |  |  |                               |  |  |                                   |  |
|                                          | 12. Juan Antonio Muñoz y Funes | 24. Francisco Javier Muñoz y Carrillo de Torres |                                                    |  |  |       |  |  |                               |  |  |                                   |  |
|                                          | 12. Juan Antonio Muñoz y Funes | 25. Eugenia Dorotea Funes Martínez              |                                                    |  |  |       |  |  |                               |  |  |                                   |  |
| 6. Agustín Fernández Muñoz               | 12. Juan Antonio Muñoz y Funes |                                                 |                                                    |  |  |       |  |  |                               |  |  |                                   |  |
|                                          |                                | 13. Eusebia Sánchez y Ortega                    | 26. Gabriel Antonio Sánchez Ordoñez                |  |  |       |  |  |                               |  |  |                                   |  |
|                                          |                                | 13. Eusebia Sánchez y Ortega                    | 26. Gabriel Antonio Sánchez Ordoñez                |  |  |       |  |  |                               |  |  |                                   |  |
|                                          |                                | 13. Eusebia Sánchez y Ortega                    | 27. María Francisca Ortega Campos                  |  |  |       |  |  |                               |  |  |                                   |  |
| 3. María Amparo Muñoz                    |                                | 13. Eusebia Sánchez y Ortega                    |                                                    |  |  |       |  |  |                               |  |  |                                   |  |
|                                          |                                | 14. Francesco I delle Due Sicilie               | 28. Ferdinando I delle Due Sicilie                 |  |  |       |  |  |                               |  |  |                                   |  |
|                                          |                                | 14. Francesco I delle Due Sicilie               | 28. Ferdinando I delle Due Sicilie                 |  |  |       |  |  |                               |  |  |                                   |  |
|                                          |                                | 14. Francesco I delle Due Sicilie               | 29. Maria Carolina d'Asburgo-Lorena                |  |  |       |  |  |                               |  |  |                                   |  |
| 7. Maria Cristina di Borbone-Due Sicilie |                                | 14. Francesco I delle Due Sicilie               |                                                    |  |  |       |  |  |                               |  |  |                                   |  |
|                                          |                                | 15. Maria Isabella di Borbone-Spagna            | 30. Carlo IV di Spagna                             |  |  |       |  |  |                               |  |  |                                   |  |
|                                          |                                | 15. Maria Isabella di Borbone-Spagna            | 30. Carlo IV di Spagna                             |  |  |       |  |  |                               |  |  |                                   |  |
|                                          |                                | 15. Maria Isabella di Borbone-Spagna            | 31. Maria Luisa di Borbone-Parma                   |  |  |       |  |  |                               |  |  |                                   |  |
|                                          |                                | 15. Maria Isabella di Borbone-Spagna            |                                                    |  |  |       |  |  |                               |  |  |                                   |  |